# Шёльшер, Марк
Марк Шёльше́р (фр. Marc Schœlcher; 26 апреля 1766, Фесенайм, Эльзас, Королевство Франция — 14 октября 1832, Париж) — французский фарфорщик, отец политика Виктора Шёльшера — вдохновителя принятия Декрета об отмене рабства во Франции от 27 апреля 1848 года. Захоронен в Парижском Пантеоне.

## Биография

### Семья
Родился 26 апреля 1766 года в семье эльзасских крестьян Жана-Батиста Шёльшера и Жанны Хоффман.
В 1789 году прибыл в Париж, где женился на проживавшей там уроженке Мо галантерейщице Виктуар Жакоб, с которой развёлся в 1806 году. Чета имела трёх сыновей, среди которых — Виктор Шёльшер, политик и вдохновитель принятия Декрета об отмене рабства во Франции от 27 апреля 1848 года.
Среди ныне живущих потомков Марка Шёльшера — Доминик Шельшер, генеральный директор торговой сети Système U с мая 2018 года.

### Карьера
В 1789 году прибыл в Париж с целью поступить на учёбу в семинарию, но эти планы были нарушены разразившейся революцией. Устроился учеником фарфорщика в расположенную на улице Фонтен-о-Руа мануфактуру, которой до 1787 года управлял муж одной из его кузин Жан-Батист Локре. В 1798 году приобрёл бывшую «Фабрику графа Артуа», располагавшуюся в доме 60 по улице Фобур-Сен-Дени — именно по этому адресу 24 июля 1804 года родился его сын Виктор. Одновременно с этим занимался производством фаянса в мастерской, расположенной на улице Моне. Фарфоровые изделия производства Шёльшера характеризует «золотой», «чешуйчатый» или «мраморный» фон, на котором часто изображались виды Парижа и французских за́мков с акварелей Гарнре или Жанине.
В результате развода в 1806 году с женой, был вынужден вернуть той 65 000 франков, составлявших её приданое. Для выплаты этой суммы ему пришлось уступить той мануфактуру на улице Фобур-Сен-Дени (оценённую в 35 000 франков, где производство было прекращено в 1810 году, а также товаров на сумму 10 000 франков. В августе 1823 года бывшая жена продала мастерскую Альфонсу Летелье и Леонару Вьоле. Марк после развода продолжал торговать фарфором в арендуемом им магазине на бульваре Итальянцев. С того же 1806 года Шёльшер стал выставлять свою продукцию на Французской промышленной выставке. Примерно с 1810 года продукция Шёльшера стала пользоваться успехом. Это был фарфор класса люкс, весьма дорогой для своего времени. Во время Реставрации добился для своей фабрики права именоваться «Мануфактурой герцогини Беррийской». На состоявшейся в 1819 году в Лувре выставке его продукция была удостоена серебряной медали:
Фарфор этого производителя [...] отличается красотой своей формы, живостью цветов и изысканностью орнаментов. В его магазине — один из лучших ассортиментов в столице. Не говоря о его внутренней торговле, за границей высоко ценят его товары, что доказывает качество продукции. Орнаменты выполнены с замечательным вкусом, скульптуры прекрасно выполнены и декорированы большим количеством художественно распределённой позолоты. Мануфактура г-на Шёльшера одна из самых значительных в Париже. Главное жюри вручило ему серебряную медаль.Оригинальный текст (фр.)Les porcelaines de ce manufacturier [...] se sont fait distinguer par la beauté des formes, la vivacité des couleurs et l’élégance des ornements. Son magasin est un des mieux assortis de la capitale : indépendamment de son commerce intérieur, l’étranger recherche beaucoup ses produits ; ce qui prouve la bonté de sa fabrication. Les ornements sont d’un excellent goût, les sculptures parfaitement exécutées et décorées de beaucoup de dorures artistement disséminées. La manufacture de M. Schœlcher est une des plus importantes de Paris. Le Jury central lui a décerné une médaille d’argent.
Постепенно сыновья стали помогать отцу в делах. С 1828 года продукция стала маркироваться клеймом «Шёльшер и сыновья». В 1829 году Марк отправил сына Виктора в поисках новых клиентов в Мексику и Соединённые Штаты, где тот пробыл 18 месяцев — именно во время этой поездки у Виктора возникло понимание необходимости отмены рабства во французских колониях. Младший сын Жюль был отправлен на остров Бурбон, где скоропостижно скончался в возрасте 33 лет.
Марк Шёльшер скончался 14 октября 1832 года в возрасте 66 лет. Смерть наступила в подвале его магазина; перед смертью в присутствии писателя Фредерика Сулье он успел продиктовать завещание. Сын Виктор продолжал управление отцовским бизнесом вплоть до 1834 года, после чего прекратил заниматься коммерцией и посвятил себя политической деятельности.

### Погребение
Марк Шёльшер был погребён на парижском кладбище Пер-Лашез под временным надгробием. После смерти бывшей жены Виктуар в 1839 году, благодаря оставленному ей наследству, сыновья заказали у скульптора Алексиса-Ипполита Фромаже новое надгробие, которое было представлено в 1840 году на Парижском салоне, а на следующий год установлено на могиле. В 1894 году в той же могиле был похоронен его сын Виктор. В 1949 году было принято решение о переносе праха сына в Парижский пантеон, а чтобы исполнить волю Виктора, желавшего покоиться вместе с отцом, туда же был перенесён и прах Марка Шёльшера.
Живописный портрет Марка Шёльшера кисти Ксавье Сигалона находится в здании Сената Франции.

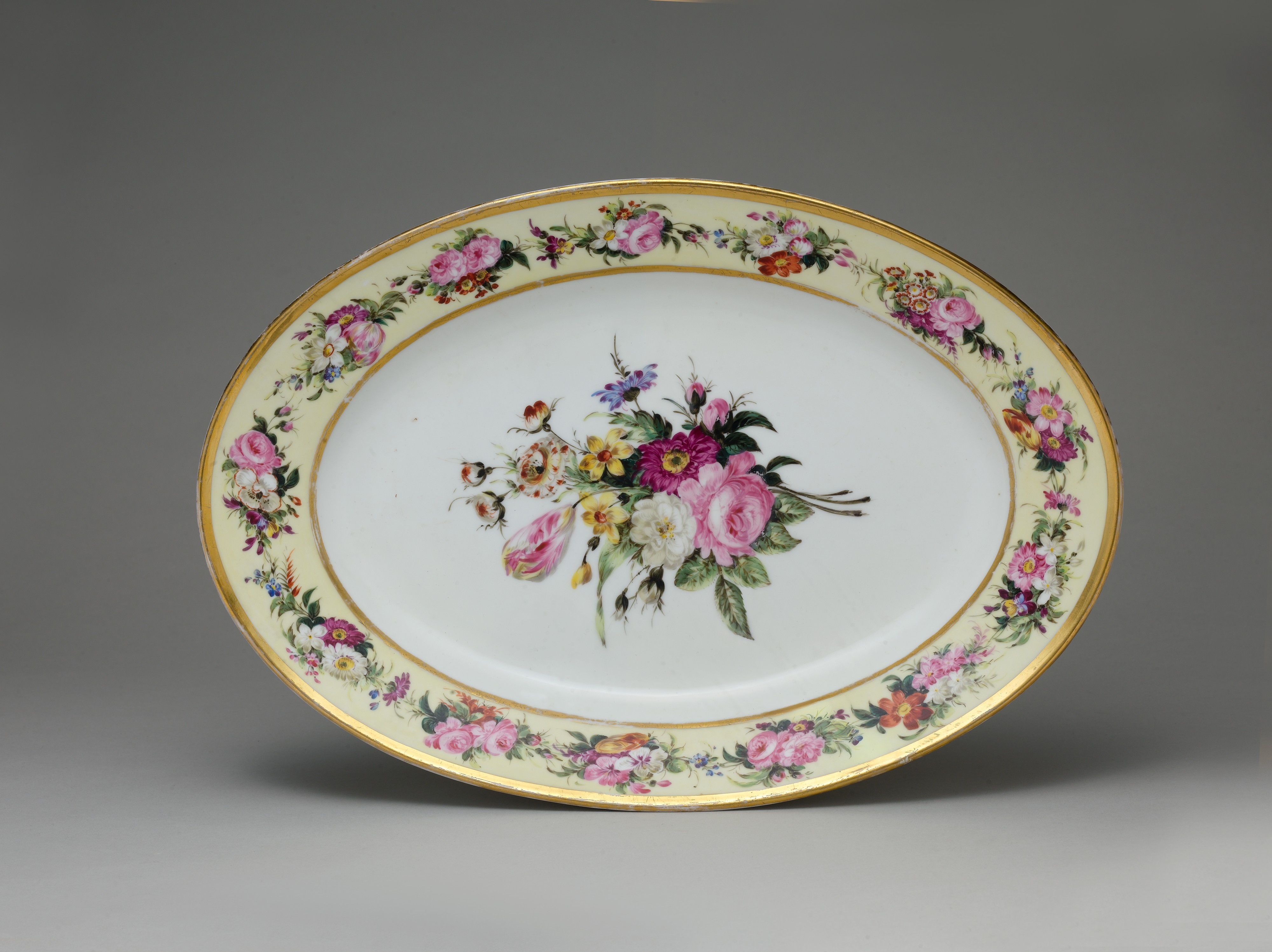
Фарфоровое блюдо работы Марка Шёльшера
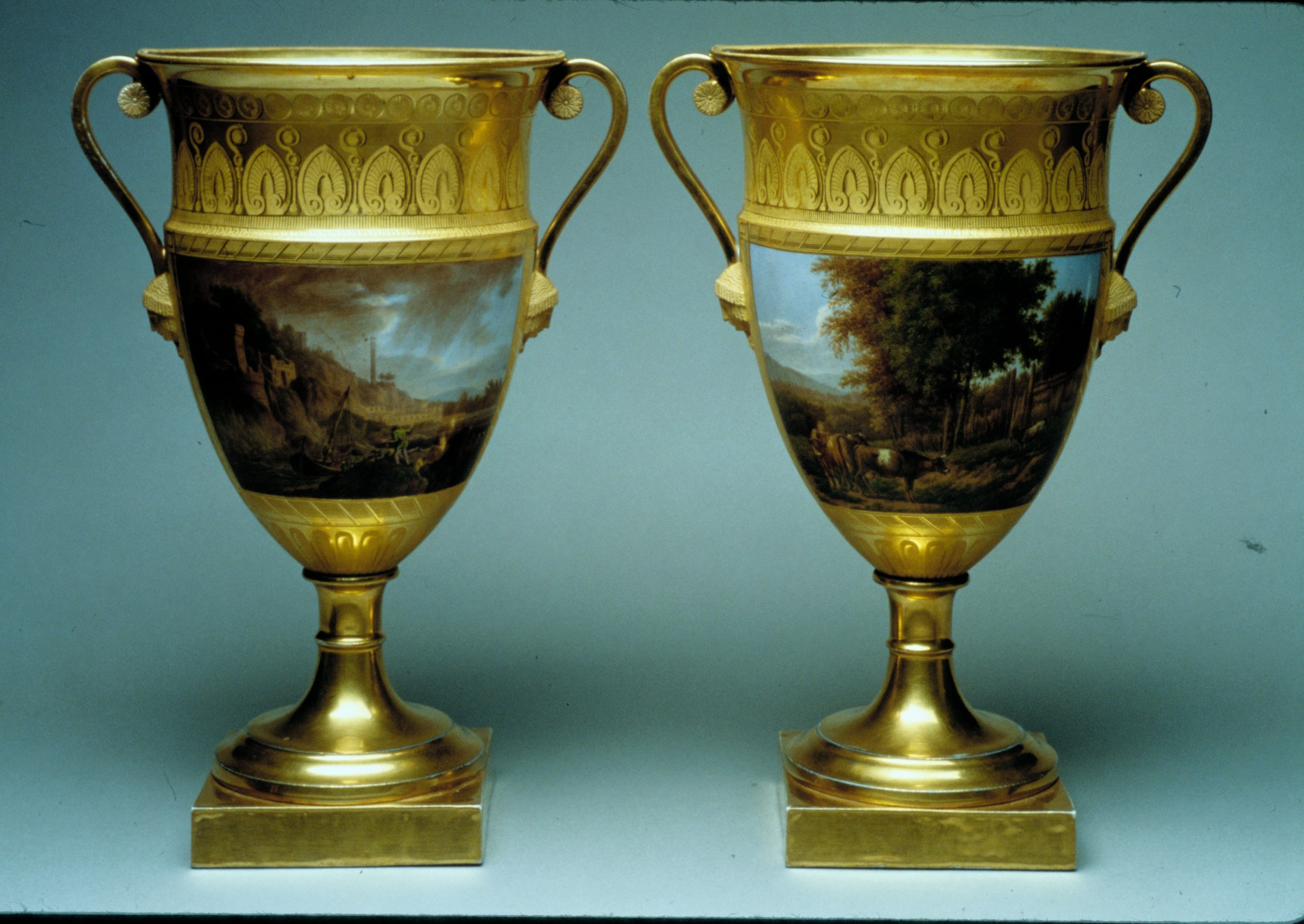
Вазы работы Марка Шёльшера
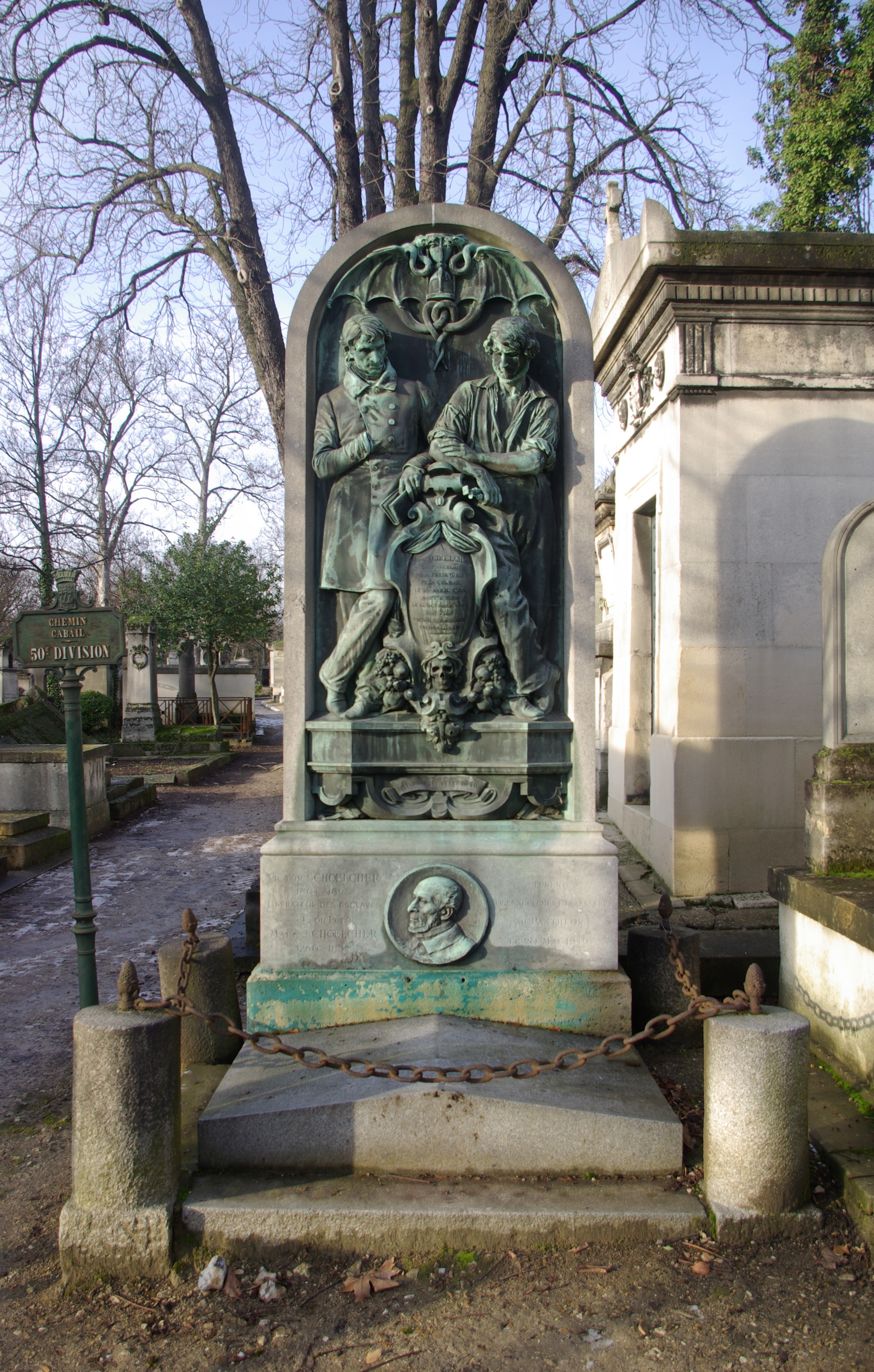
Надгробие на могиле Марка и Виктора Шёльшеров на кладбище Пер-Лашез в Париже
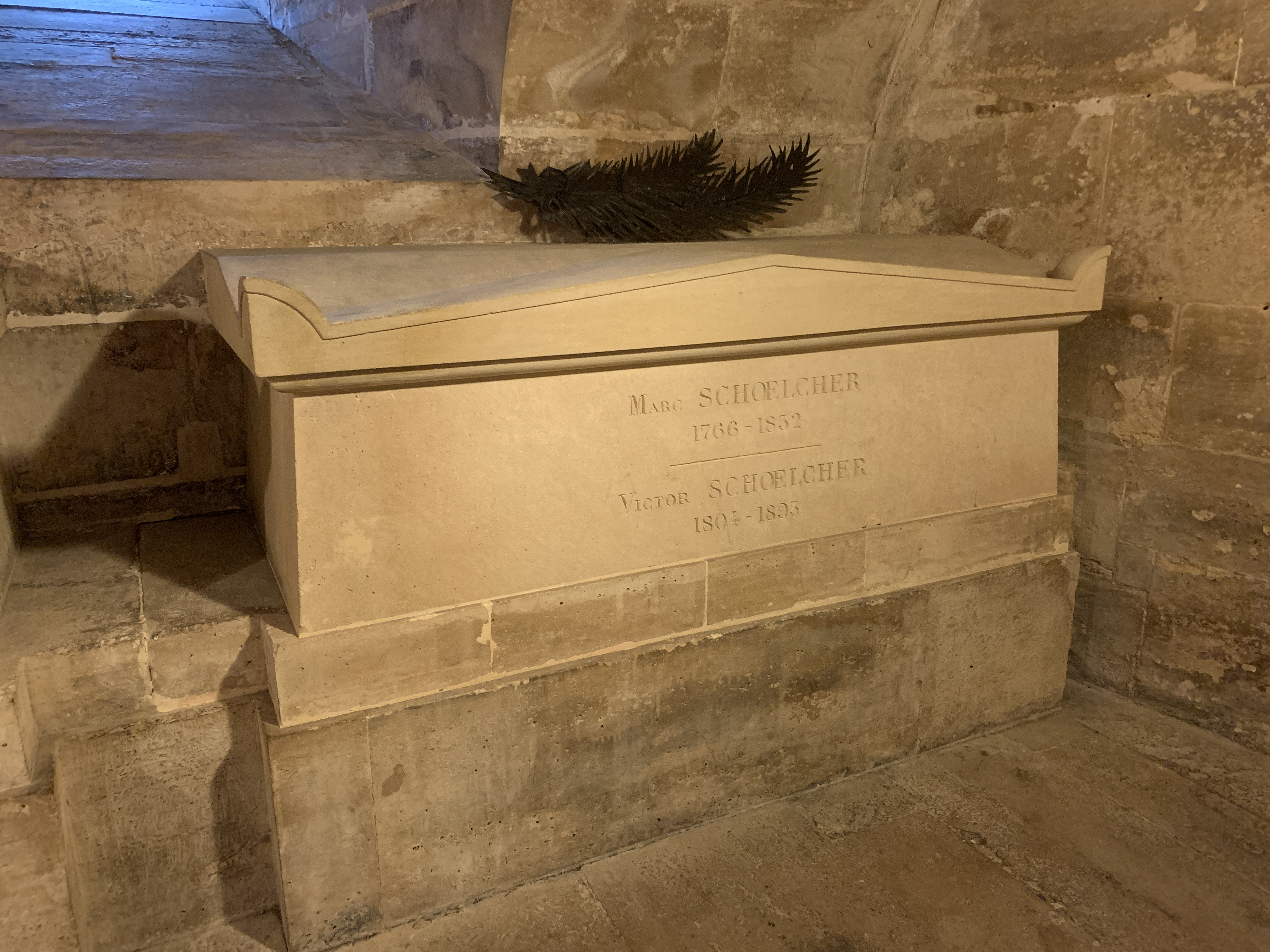
Могилы Виктора и Марка Шёльшеров в Пантеоне